# Perfection Pass
Perfection Pass är ett bergspass i Kanada.   Det ligger i territoriet Nunavut, i den nordöstra delen av landet, 2 700 km norr om huvudstaden Ottawa. Perfection Pass ligger 154 meter över havet.
Terrängen runt Perfection Pass är kuperad österut, men västerut är den bergig. Perfection Pass ligger nere i en dal. Trakten runt Perfection Pass är nära nog obefolkad, med mindre än två invånare per kvadratkilometer.. Det finns inga samhällen i närheten.
Trakten runt Perfection Pass är permanent täckt av is och snö.